# Гюнцбург
Гюнцбург (нім. Günzburg) — місто в Німеччині, знаходиться в землі Баварія. Підпорядковується адміністративному округу Швабія. Входить до складу району Гюнцбург.
Площа — 55,40 км2. Населення становить 20 958 ос. (станом на 31 грудня 2020).

## Герб
Герб міста вперше став використовуватися з XV-го століття. Спочатку на одному полі зображались кольори графства Бюргау, а на другому — замок. В 1717 році поля поміняли місцями. В XIX столітті, після переходу міста під юрисдикцію Баварії, герб Бюргау був замінений на блакитні баварські діаманти. Останні зміни були внесені у герб уже в ХХ столітті, коли замок був піднятий на пагорб.

## Історія
Швабія — місцевість на південному заході Німеччини (землі Баден-Вюртемберг і Баварія), де живуть шваби — німці, що говорять на особливому швабському діалекті. Чіткого кордону ця місцевість немає, дехто обмежує Швабію тільки німецької територією, інші зараховують сюди ще і німецькомовні регіони Франції та Швейцарії. У Франції і Швейцарії часто словом «шваби» називають німців взагалі. На даний момент, Швабія — один із 7 адміністративних округів (Regierungsbezirk) федеральної землі (Länder) Баварія.
Місто Гюнцбург знаходиться в місці впадіння в Дунай річки Гюнц (Гінз). Воно було засноване приблизно в 70 році до н. е. римлянами, щоб захистити кордони Імперії по Дунаю. Поселення було відоме як Гонтія, Гунтія або Контія. Назва дана на честь Гонтії (Gontia) — Гунтії, Кандіди, Фортуни (Guntia, Candida, Fortuna) — кельтської місячної богині. Вона, як говорили, приносила удачу та була богинею річки Гюнц.
Місто складалося з фортеці, достатньо великої кількості населення і, очевидно, найважливішого в той часу мосту через Дунай.
У V столітті римляни були витіснені германськими племенами. Приблизно в 700 році сусідній замок Рейзенс (Reisensburg) був згадуваний картографом Равенни як один з п'яти найважливіших замків Німеччини. У 1065 році з'являються перші документальні докази про місто Гюнцбург.
У ранньому Середньовіччі цією областю керувало маленьке графство Бюргау (Burgau). У 1213 році графство було придбано Бергами (Berg), відомими тоді як Берг-Бюргау. Останній правитель цієї династії помер у 1301 році, і Бюргау (до того часу піднятий до рівня маркграфства) став частиною Австрії (дім Габсбургів). На початку XVII століття адміністративний центр був переміщений з міста Бюргау в Гюнцбург, але маркграфство зберегло стару назву. Деякий час місто було столицею всієї Передньої Австрії.
Коли в 1806 році Священна Римська імперія німецького народу перестала існувати, маркгравіат був розірваний, і область була захоплена Баварією.
У 1805 році в Гюнцбурзі один вечір провів Наполеон. У зв'язку з цим назва Гюнцбург занесена на Тріумфальну арку в Парижі. Відомий історичний курйоз, що коли Наполеон перебував у місті, то не оплатив своє перебування. У 1998 році президент Франції Франсуа Міттеран символічно розрахувався за цим рахунком у в присутності федерального канцлера Німеччини Гельмута Коля, відвідавши Гюнцбург.

## Природа
Природу району характеризує Дунай з притоками, які й перетинає його. Дунай тече в північній частині району, перетинаючи міста Гюнцбург і Ляйпхайм (Leipheim). Декілька приток впадають у Дунай з півдня, наприклад, Бібер (Biber), Гюнц і Міндель (Mindel). Значні площі покриті лісами; східна третина території — частина Аугсбурзького (Augsburg) Західного лісового  природного парку.

## Пам'ятки
Найвизначнішими пам'ятками міста вважаються: церква Богоматері (Фрауенкірхе), побудована Домінікусом Циммерманом (1685—1766), маркграфський замок (єдиний габсбурзький замок, збудований у Німеччині), фортеця Рейзенсбург (нині Конгрес-центр університету Ульма) і майже повністю збережений старий центр міста.
Недалеко від міста в 2002 році побудований парк «Леголенд» фірми Lego.

## Персоналії
- Йозеф Менгеле (1911—1979) — німецький лікар, який проводив експерименти над в'язнями табору Освенцим під час Другої світової війни.

## Галерея

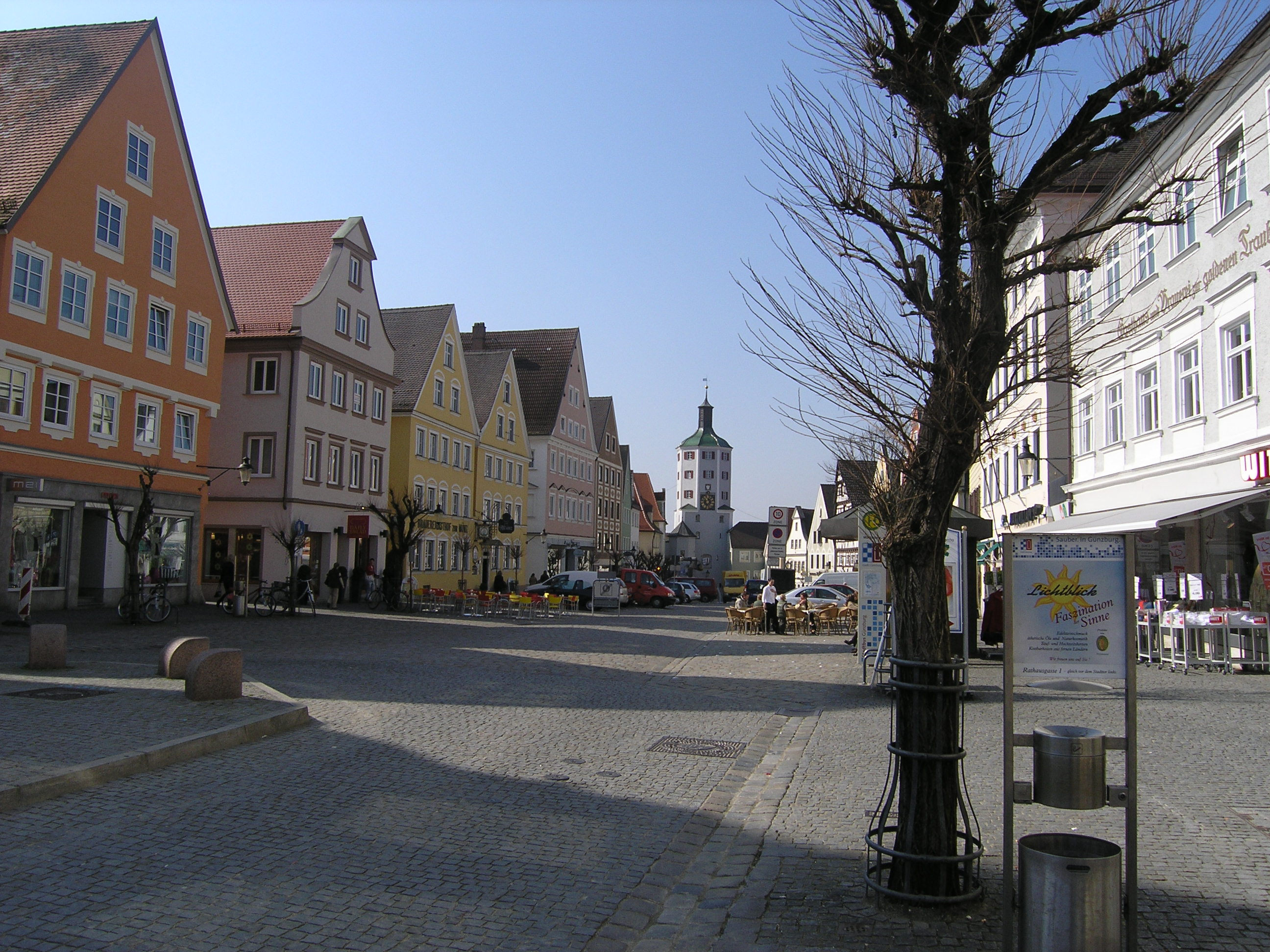
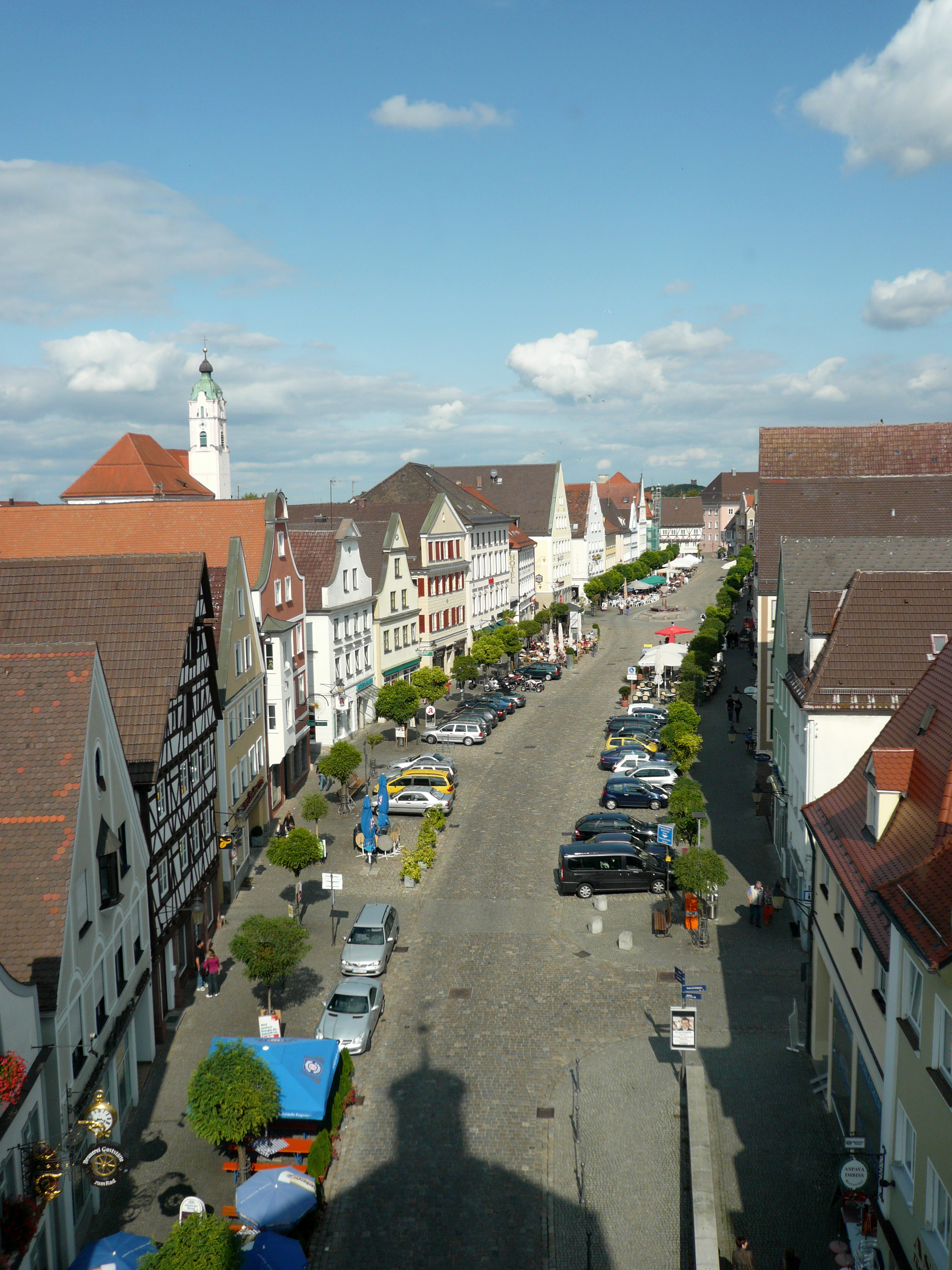
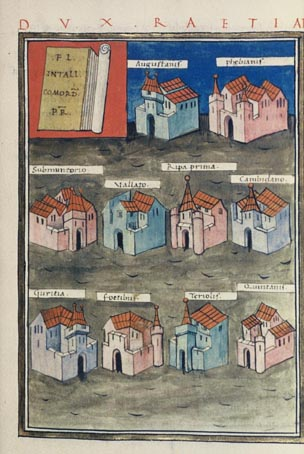
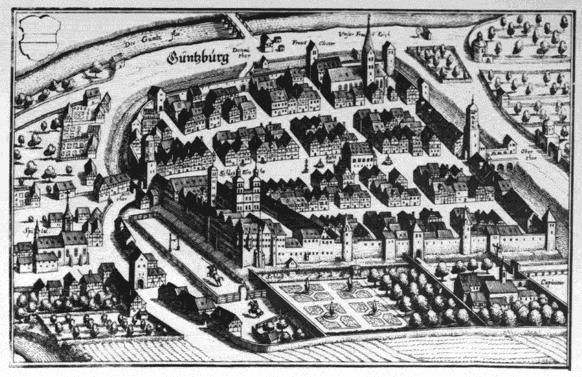
Вигляд міста в 1643 році. Гравюра.
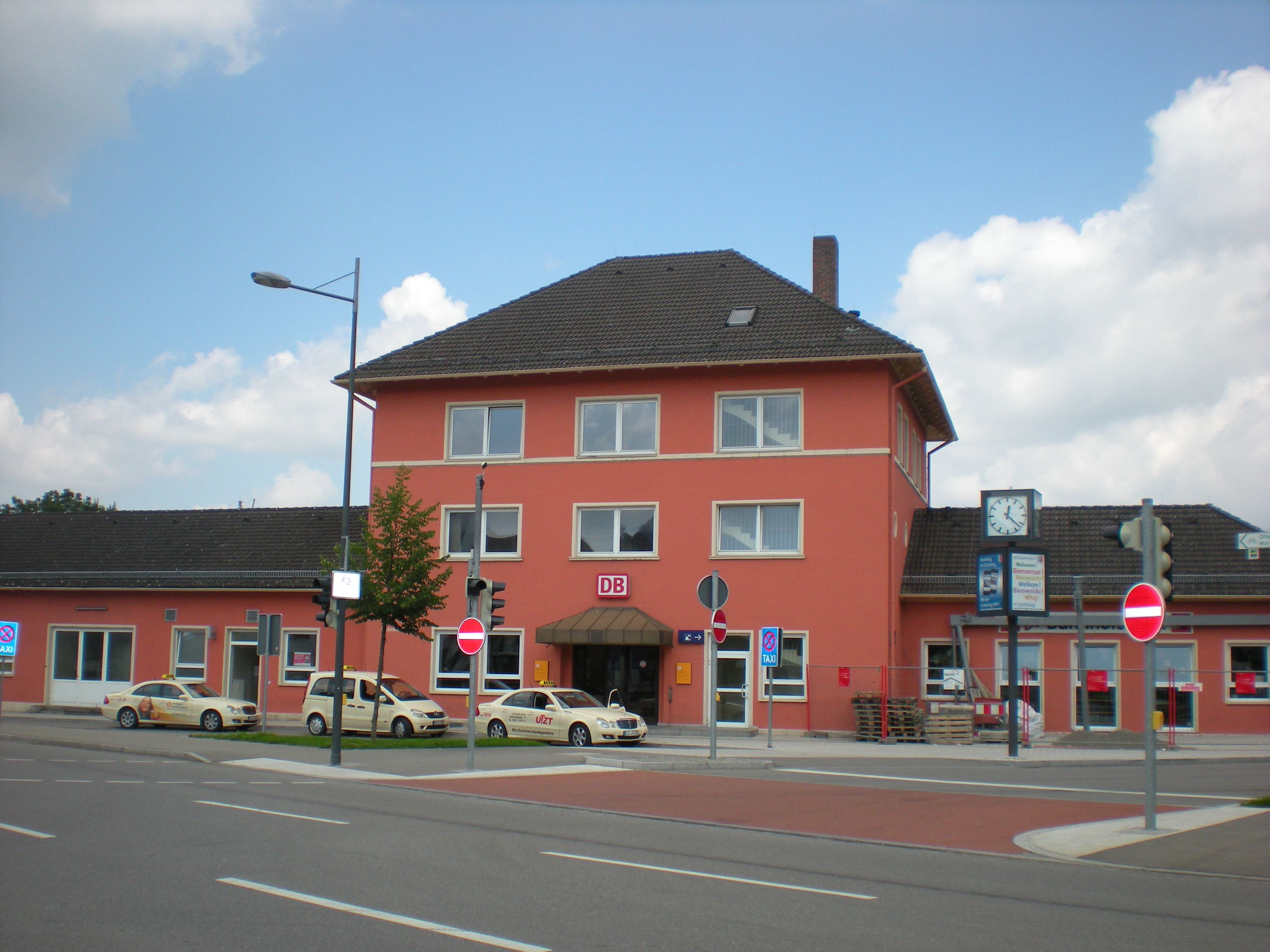
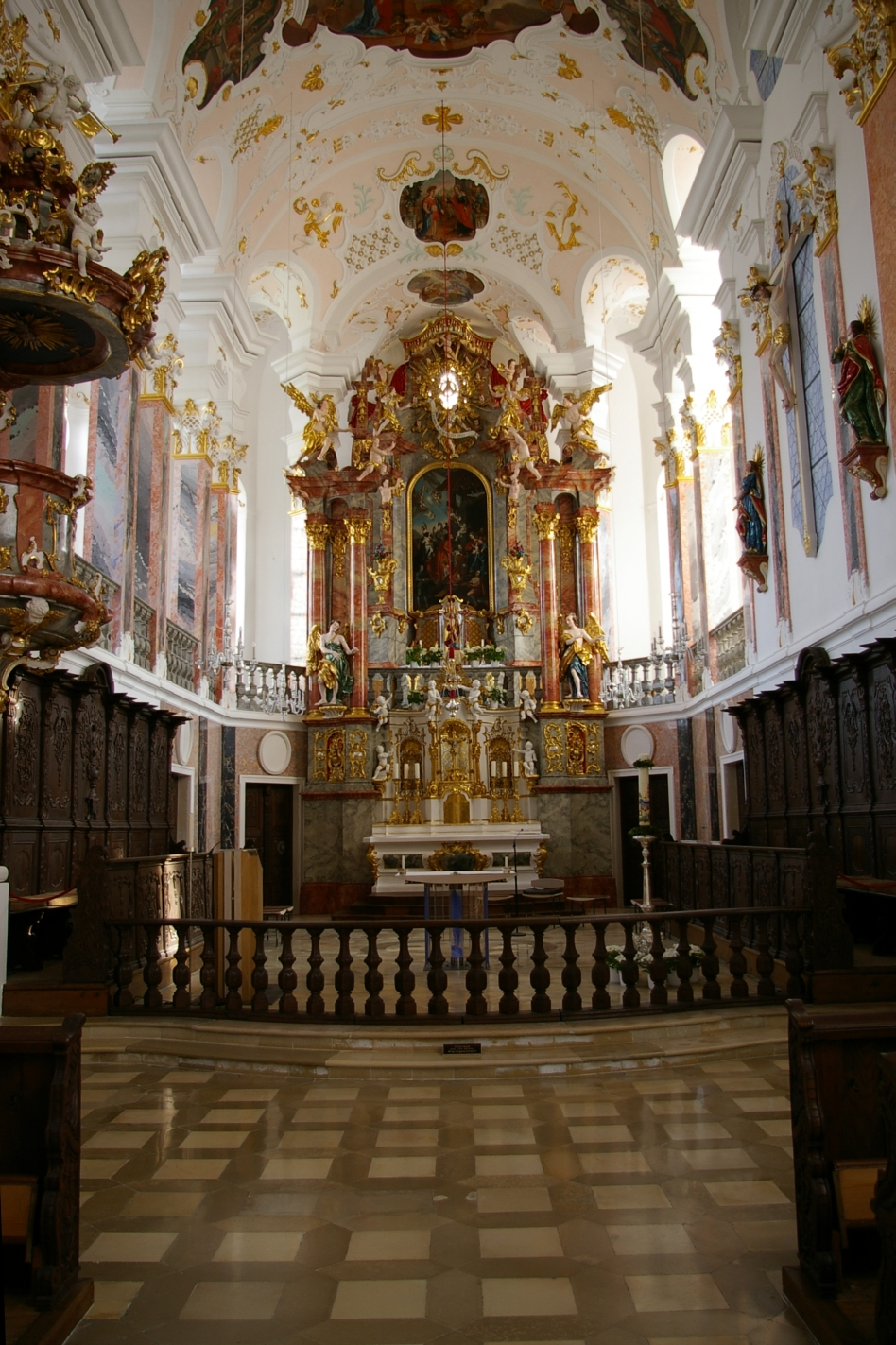
Вівтар церкви Богоматері